# Transösophageale Echokardiographie

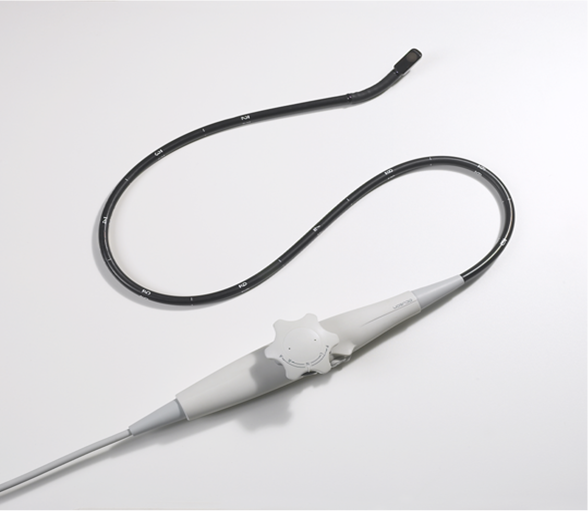
TEE-Sonde

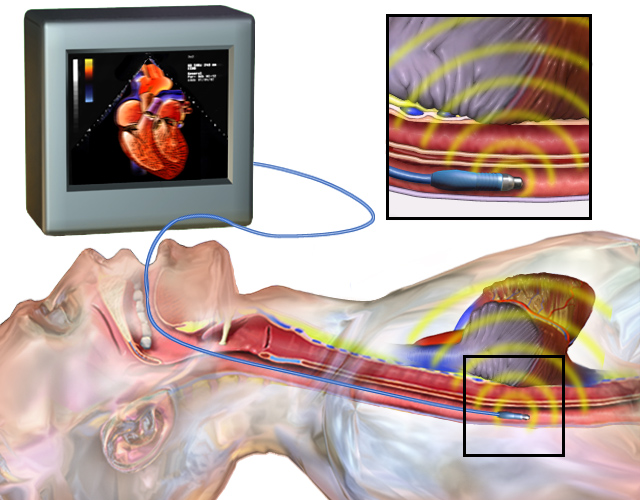
Illustration eines transösophagealen Echokardiogramms

Als Transösophageale Echokardiographie (englisch transesophageal echocardiography, Abkürzung TEE), auch Schluckecho genannt, bezeichnet man eine spezielle Form der Echokardiografie, eine Ultraschalluntersuchung, bei der ein Endoskop mit einem eingebauten Schallkopf in die Speiseröhre eingeführt wird.
Durch die unmittelbare Nähe zum Herzen, die gute Ankoppelung des Schallkopfs an den feuchten Schleimhäuten und das Fehlen der Haut als mögliche Barriere bekommt man durch die Sonographie von der Speiseröhre aus eine sehr hohe Ortsauflösung. Insbesondere Strukturen der Herzvorhöfe und der Herzklappen sind bei transösophagealer Anschallung sehr viel besser beurteilbar als bei der Echokardiographie von außen.

## Besondere Fragestellungen der TEE
Erkrankungen der Herzklappen wie angeborene Herzfehler, Herzklappenentzündungen (Endokarditis oder Abszesse), Segelperforationen, Einengungen oder Undichtigkeiten der Klappen oder auch die Überprüfung der Funktion künstlicher Herzklappen sind typische Fragestellungen für die TEE.
In den Vorhöfen können Thromben im linken Vorhof und linken Herzohr dargestellt, ein offenes Foramen ovale diagnostiziert, der Fluss in den Lungenvenen gemessen und Lungenvenenanomalien untersucht werden.
In der thorakalen Aorta können Thromben, ein Aneurysma, eine Dissektion, Ruptur oder Aortenstents dargestellt werden. Auch kardiale oder mediastinale Tumoren können so untersucht werden.
Wenn die transthorakale Echokardiografie durch Artefakte oder ein eingeschränktes Schallfenster nicht aussagekräftig ist, kann die TEE weiterhelfen. Sie erlaubt praktisch alle Untersuchungen wie z. B. Ischämiediagnostik einzelner Wandabschnitte oder die Feststellung des Füllungszustandes der Herzkammern oder die Messung des Herzzeitvolumens, die sonst in der Anschallung von außen durchgeführt werden. Insbesondere während Operationen, bei denen eine besondere Überwachung der Herzkreislaufsituation notwendig ist, wird die TEE als Überwachungsmethode in der Anästhesie eingesetzt.

## Vorteile
Der Vorteil der TEE gegenüber der transthorakalen Echokardiografie besteht in der Regel in klareren Bildern, insbesondere von Strukturen, die transthorakal (durch die Brustwand) nur schwer zu sehen sind. Dies liegt daran, dass das Herz direkt auf der Speiseröhre aufliegt, so dass der Ultraschallstrahl nur wenige Zentimeter zurücklegen muss. Dadurch wird die Dämpfung des Ultraschallsignals verringert und ein stärkeres Rücksignal erzeugt, was letztlich die Bild- und Dopplerqualität verbessert. Im Vergleich dazu muss der transthorakale Ultraschall zunächst Haut, Fett, Rippen und Lunge durchqueren, bevor er vom Herzen reflektiert wird und zur Sonde zurückkehrt und ein Bild erzeugt werden kann. All diese Strukturen sowie die größere Entfernung, die der Strahl zurücklegen muss, schwächen das Ultraschallsignal und verschlechtern so die Bild- und Dopplerqualität.
Bei Erwachsenen können einige Strukturen mit der TEE besser beurteilt und abgebildet werden, darunter die Aorta, die Lungenarterie, die Herzklappen, beide Vorhöfe, die Vorhofscheidewand, das linke Vorhofohr und die Koronararterien. Die TEE hat eine sehr hohe Sensitivität für die Entdeckung eines Thrombus im linken Vorhof.

## Nachteile
Die TEE ist wesentlich aufwendiger als die Untersuchung von außen. Der Patient muss nüchtern sein, d. h. in der Regel acht Stunden lang nichts essen und zwei Stunden lang vor dem Eingriff nichts trinken. Für eine TEE ist eine zusätzliche Hilfsperson erforderlich. Das Schlucken des Geräts kann für den Patienten unangenehm sein, deshalb wird die Untersuchung meist in leichter Sedierung durchgeführt.
Die Risiken der Untersuchung sind gering, eine Perforation der Speiseröhre ist möglich, mit etwa 1:10.000 aber sehr selten. Bei einer Sedierung sind mögliche unerwünschte Reaktionen auf die Medikamente zu beachten.

## Verfahren
Vor dem Einführen der Sonde wird der Patient etwas sediert, um das Unbehagen zu lindern und den Würgereflex zu unterdrücken, so dass die Ultraschallsonde leichter in die Speiseröhre eingeführt werden kann. Hier kommen meist Midazolam oder Propofol in niedriger Dosis zum Einsatz. In der Regel wird ein Lokalanästhesie-Spray für den hinteren Teil des Rachens verwendet. Bei Kindern wird die Untersuchung in der Regel in Vollnarkose durchgeführt.